# Underground hip hop
Underground hip hop (também conhecido como East Coast hip hop) é um subgênero do rap associado ao estilo de música chamado Underground.
O termo rap underground pode estar ligado ao estilo de música descrito como hip hop alternativo (onde os próprios artistas se relacionam com gravadoras independentes) ou também como rap alternativo (no qual se define como um estilo musical próprio, que se diferencia do rap mais comum, como por exemplo o gangsta rap) e Political hip hop.
Outras características importantes deste subgênero de rap são frequentes rimas de improviso, bem como batalhas de MCs; e um controle total sobre sua carreira com participações em selos independentes.
São exemplos de artistas do underground hip hop nos Estados Unidos: Nas, Eminem, Big L, Suicideboys, DJ Quik, Ghostemane, Bones (rapper), NWA
Um dos mais populares rappers americanos, Eminem , começou no underground, sendo depois assinado por Dr.Dre à Aftermath Entertainment , depois de Dre ter ouvido o The Slim Shady EP .

## História
O estilo Underground começou com o Hip-hop da Costa Leste, com artistas como A Tribe Called Quest, KRS One, Nas e Masta Ace. O Underground foi uma das fontes do início do Hip-Hop.

## No Brasil
No final dos anos 90 e no começo dos anos 2000 apareceram diversos grupos e rappers do estilo como Kamau, Consequência, Rua de baixo, Mamelo Sound System e outros vários. Nos dias de hoje grupos como Cone Crew, Oriente (banda), JúliaFriez, Emicida e Shawlin são do estilo.

## Em Angola
No começo do ano 90 por grande revolucionário Brigadeiro 10 Pacotes e em 2001-2002 outros começaram as suas carreira.
Os rappers que fazem o estilo Underground são: Mck, Kid Mc, Phater Mack, Kool Klever estes são alguns rappers que mostram o estilo Underground.